# Guy Gibson
Guy Penrose Gibson (ur. 12 sierpnia 1918 w  Simli, zm. 19 września 1944 w Steenbergen) – pierwszy dowódca 617 Dywizjonu RAF, który pod jego rozkazami dokonał bombardowania zapór na rzekach Zagłębia Ruhry (Operacja Chastise) w 1943 roku, za co został udekorowany Krzyżem Wiktorii. Poległ w rok później w czasie lotu nad Holandią.

## Wczesna młodość
Gibson urodził się w Simla w Indiach Brytyjskich. Gdy miał 6 lat jego rodzice zdecydowali się wrócić do Anglii, gdzie zamieszkali w Porthleven w Kornwalii. Uczęszczał do Szkoły św. Edwarda w Oksfordzie.
W roku 1936 wstąpił do RAF-u i 16 listopada 1937 otrzymał awans na stopień podporucznika, ucząc się pilotażu w 2 Szkole Lotniczej w bazie RAF-u w Scopwick w Lincolnshire. W chwili wybuchu II wojny światowej był pilotem bombowca w 83 Dywizjonie i latał na samolotach Handley Page Hampden. W lipcu 1940 otrzymał Distinguished Flying Cross. W nocy z 24 na 25 sierpnia 1940 jego strzelcy pokładowi zameldowali prawdopodobne zestrzelenie samolotu Dornier Do 17 nad Lorientem. Po zakończeniu swej pierwszej tury, po dwudziestu siedmiu lotach bojowych, Gibson zgłosił się na ochotnika do RAF Fighter Command, aby uniknąć przepisowego 6-miesięcznego odpoczynku i szkolenia nowych pilotów. W 29 Dywizjonie myśliwskim latał na samolotach Bristol Blenheim, walcząc i eskortując bombowce.
Jako nocny pilot myśliwski na samolocie Bristol Beaufighter odnotował cztery zestrzelenia w czasie 99 lotów bojowych. W listopadzie 1942 otrzymał Distinguished Service Order. W kwietniu 1942 Gibson otrzymał awans na Wing Commandera i mianowany dowódcą 106 Dywizjonu RAF Bomber Command. W ciągu następnych 11 miesięcy dowodził 106 Dywizjonem, latając na bombowcach Avro Manchester i na Avro Lancaster; osobiście wykonał 46 lotów bojowych.

## Nalot na Zagłębie Ruhry
W roku 1943 został wybrany na dowódcę nowo utworzonego 617 Dywizjonu, którego zadaniem było zniszczenie zapór wodnych w Zagłębiu Ruhry. Dla wykonania tego zadania dywizjon otrzymał skaczące bomby wynalezione i skonstruowane przez Barnesa Wallisa. Bomby miały być zrzucane z wysokości 20 m w precyzyjnie ustalonej odległości od zapór, by odbijając się jak kaczka od powierzchni wody dotrzeć do ich ścian, po czym stoczyć się po nich i zdetonować na odpowiedniej głębokości. By Operacja Chastise mogła mieć szanse powodzenia, nalot musiał być dokonany nocą.
Latanie nocą ciężkim bombowcem na tak niewielkiej wysokości było nadzwyczaj trudne, nawet dla najbardziej doświadczonych pilotów. Używane wówczas w samolotach wysokościomierze barometryczne były zbyt mało dokładne, szczególnie w terenie górzystym. Poradzono sobie z tym, umieszczając skierowane pod kątem w dół dwa reflektory: jeden w nosie samolotu, drugi pod kadłubem Lancastera; oba światła pokrywały się wzajemnie na powierzchni wody dokładnie na wysokości 20 m. Podobnie było z ocenieniem właściwej odległości od zapory, kiedy to należało zwolnić bombę. Dla tego celu skonstruowano proste urządzenie w kształcie litery Y; gdy krańce ramion nałożyły się na wieże na krańcach zapór, bombardier mógł zrzucić bombę.
Nocą 16 maja 1943, mimo pełni księżyca, samoloty RAF-u dokonały licznych lotów nad Niemcami i Holandią, by odciągnąć niemieckie nocne myśliwce od bombowców 617 Dywizjonu. W związku z tym, że samoloty biorące udział w nalocie potrzebowały światła księżycowego, zdecydowano, że lot do celu musi odbywać się na bardzo niskiej wysokości. 19 Lancasterów niosło 19 bomb. Trzeba było pięciu nawrotów do przerwania zapory Möhne. Gdy to nastąpiło, Gibson poprowadził trzy pozostałe Lancastery do ataku i przerwania zapory Eder. Dwie inne atakowane zapory nie zostały zniszczone. 11 bombowców wróciło z akcji; 53 członków załóg poniosło śmierć.

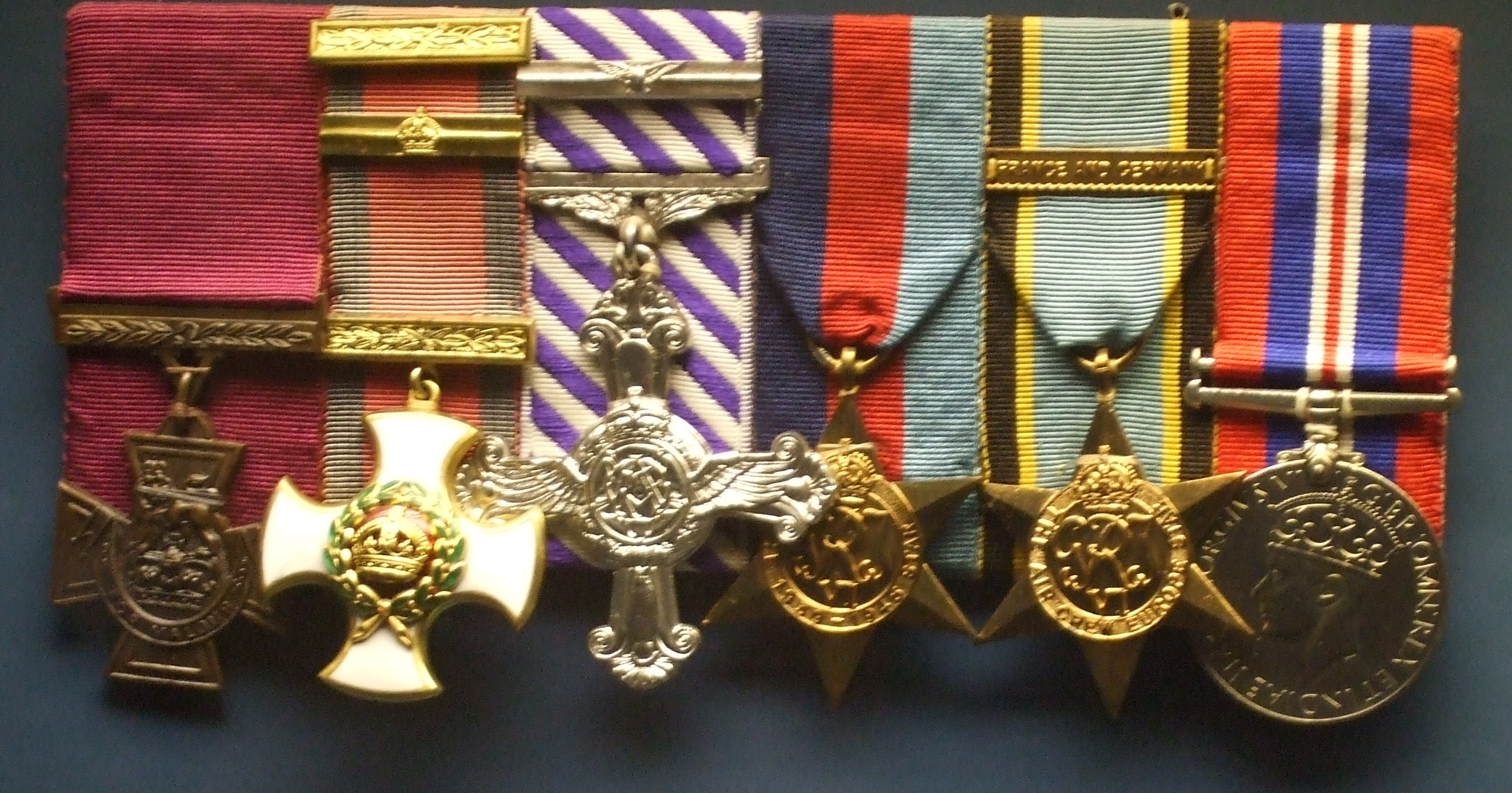
Odznaczenia Guya Gibsona w muzeum RAF. Od lewej do prawej: Krzyż Wiktorii, Distinguished Service Order (z baretką), Distinguished Flying Cross (z baretką), 1939-1945 Star, Air Crew Europe Star (z baretką „Francja i Niemcy”) i War Medal 1939-1945

Zniszczenia spowodowane nalotem były bardzo poważne, ale Niemcy zdołali odbudować zapory i elektrownie szybciej, niż można było się spodziewać. Niemniej zostali zmuszeni do wyłożenia pokaźnych środków na ochronę kluczowych instalacji, jak zapory, w stopniu znacznie większym niż uprzednio, co odbyło się kosztem działań na innych frontach.
Dla aliantów ważny był również efekt propagandowy akcji. Po nalocie Gibson otrzymał Krzyż Wiktorii w uznaniu nie tylko za ten rajd, ale za jego zdolności dowódcze i odwagę, co udowodnił w wielu wcześniejszych lotach bojowych. Wiadomość o tym i towarzyszący dekoracji list gratulacyjny zostały opublikowane w dodatku do „The London Gazette” 28 maja 1943 roku:.
Air Ministry, 28 maja 1943

ROYAL AIR FORCE

KRÓL w swej łaskawości miał przyjemność przyznać KRZYŻ WIKTORII wymienionemu niżej oficerowi w uznaniu jego wyjątkowej dzielności:

Pełniący obowiązki Wing Commandera Guy Penrose GIBSON, D.S.O., D.F.C. (39438), oficer rezerwy Sił Powietrznych z 617 Dywizjonu:

Oficer ten, służąc od początku wojny jako pilot nocnych bombowców, szybko wyrobił sobie reputację nadzwyczajnego pilota operacyjnego. W dodatku do najwyższego zaangażowania we wszystkich normalnych operacjach, przeprowadzał samodzielne ataki nocami przeznaczonymi na „odpoczynek” na obiekty tak silnie bronione, jak na przykład niemiecki pancernik „Tirpitz”, wówczas stacjonujący w Wilhelmshaven.

Gdy zakończyła się jego pierwsza tura operacyjna, zgłosił się ochotniczo do dalszych działań i został nocnym myśliwcem, zamiast podjąć obowiązki instruktora. W trakcie tej jego drugiej tury zniszczył co najmniej trzy nieprzyjacielskie bombowce i przyczynił się w znacznym stopniu do tworzenia formacji nocnych myśliwców nowego typu.

Po krótkiej przerwie wrócił ochotniczo do latania operacyjnego na nocnych bombowcach. Zarówno jako pilot, jak i dowódca dywizjonu wykazał się osobistą odwagą i zdolnością do osiągania wyników. Naloty na Berlin, Kolonię, Gdańsk, Gdynię, Genuę, Le Creusot, Mediolan, Norymbergę i Stuttgart były wśród celów, jakie atakował za dnia i w nocy.

Po zakończeniu swej trzeciej tury lotów bojowych Wing Commander Gibson usilnie zabiegał o pozostawienie go w linii, w związku z czym został wybrany na dowódcę dywizjonu specjalnego przeznaczenia. Pod jego dowództwem dywizjon był w stanie dokonać jednego z najbardziej niszczycielskich nalotów tej wojny, doprowadzając do przerwania zapór Möhne i Eder.

Zadanie było nadzwyczaj niebezpieczne i trudne. Wing Commander Gibson osobiście przeprowadził pierwszy atak na zaporę Möhne. Lecąc na wysokości zaledwie kilku stóp nad wodą i biorąc na siebie cały ogień obrony przeciwlotniczej, przeprowadził atak z największą dokładnością. Następnie krążył przez ponad 30 minut nad celem ściągając na siebie nieprzyjacielski ogień, by umożliwić następnym samolotom zaatakować zaporę.

Po zniszczeniu zapory Wing Commander Gibson poprowadził pozostałe samoloty w kierunku zapory Eder gdzie, nie dbając o własne bezpieczeństwo, powtórzył poprzednie działania wystawiając się na ogień nieprzyjaciela, by misja mogła zakończyć się sukcesem.

Wing Commander Gibson odbył ponad 170 lotów bojowych, przebywając w powietrzu ponad 600 godzin. Jako dowódca i pilot wykazał się nadzwyczajną determinacją i odwagą.
Jego Krzyż Wiktorii można zobaczyć w Royal Air Force Museum w Hendon.

## Dalsze losy

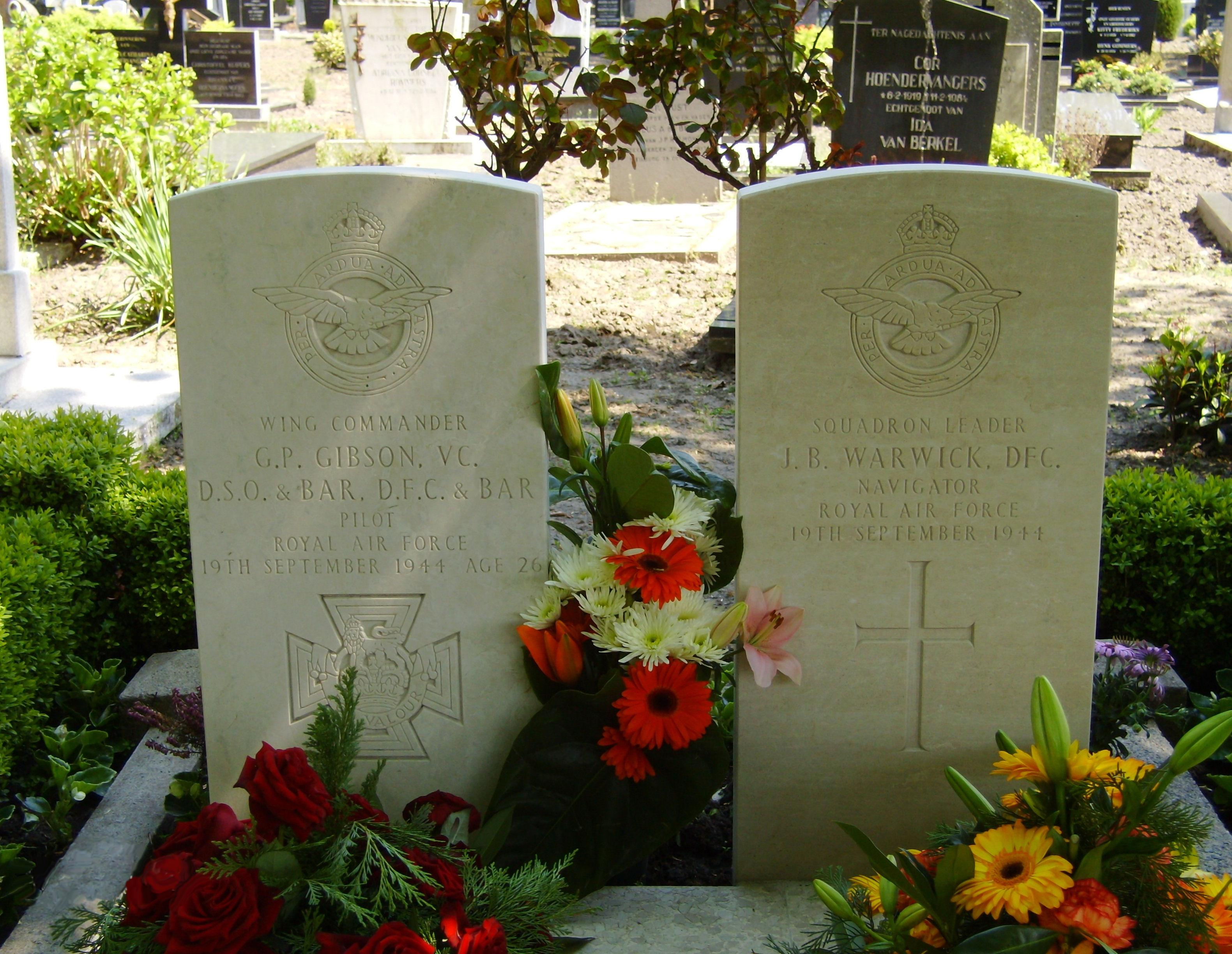
Groby Gibsona i Warwick w Steenbergen w Holandii

Po odebraniu Krzyża Wiktorii Gibson spisał swoje wspomnienia wojenne, zat. Enemy Coast Ahead, po czym został wysłany przez władze z serią odczytów do Stanów Zjednoczonych, między innymi po to, by zachować nowego bohatera przy życiu. Amerykańskie tournée zbiegło się w czasie z powrotem pierwszych amerykańskich lotników, którzy zakończyli swe wojenne obowiązki po wykonaniu 25 lotów bojowych. Podczas jednego ze spotkań z amerykańską publicznością pewna kobieta zapytała: "Ile lotów bojowych odbył pan nad Niemcami?". Gibson odpowiedział: "Sto siedemdziesiąt cztery" po czym zapadła wiele znacząca cisza.
W grudniu roku 1943 został odznaczony orderem komandorskim Legion of Merit przez prezydenta USA.
Gibson wrócił do latania w Bomber Command w roku 1944 i zginął wraz ze swym nawigatorem, Jimem Warwickiem podczas nalotu na Rheydt (dzisiaj przemieście Mönchengladbach), gdy ich de Havilland Mosquito XX, KB267, rozbił się w pobliżu Steenbergen w Holandii 19 września 1944 roku. Gibson miał 26 lat.